# 懷爾德伍德 (北卡羅萊納州)
懷爾德伍德（英語：Wildwood）是位於美國北卡羅萊納州加特利縣的非建制地區。

## 歷史
懷爾德伍德的郵局於1881年設立，其後於1974年停運。

## 地理
懷爾德伍德所處的海拔為高於海平面6米（即20英呎），而該地所採用的時區為UTC-5，即北美东部时区（EST）。同時該地設有夏令時間，為UTC-5調快一小時，即UTC-4（EDT）。